# Legationsrat

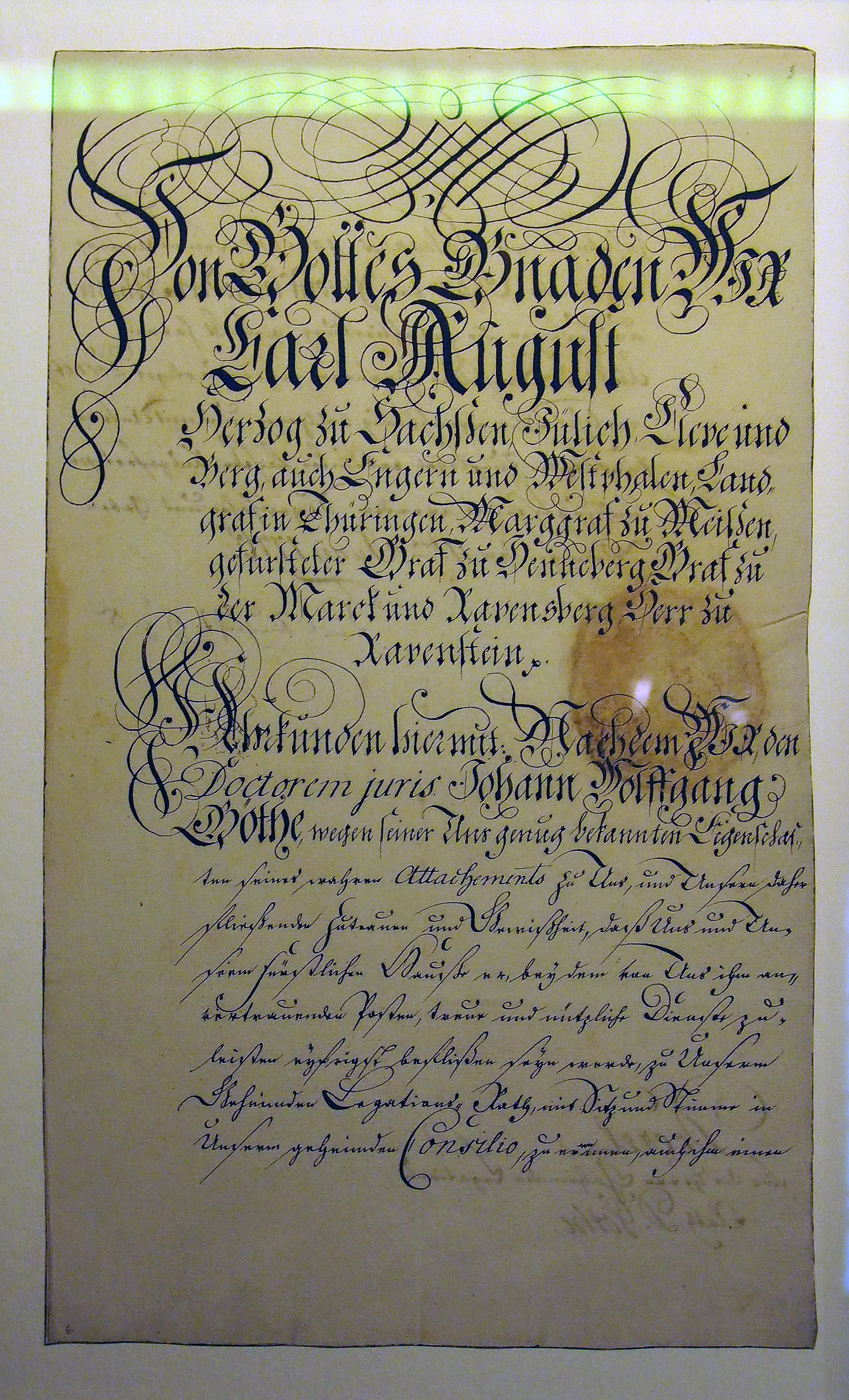
Goethes Ernennungsurkunde zum Geheimen Legationsrat (1776)

Legationsrat ist eine Amtsbezeichnung im Auswärtigen Dienst in Deutschland. Es ist das Eingangsamt im höheren Auswärtigen Dienst. Im Vorbereitungsdienst lautet die Dienstbezeichnung Attaché bzw. Attachée.
Bei Übernahme in das Beamtenverhältnis nach Abschluss des Vorbereitungsdienstes wird der Attaché zum Legationsrat ernannt. Beförderungsämter sind Legationsrat Erster Klasse (kurz:LR I, Besoldungsgruppe A 14 nach BBesO), Vortragender Legationsrat (VLR, A 15) und Vortragender Legationsrat Erster Klasse (VLR I, BesGr. A 16 oder B 3).
Im konsularischen Dienst sind die Beförderungsämter Konsul (BesGr. A13), Konsul Erster Klasse (BesGr. A14) und Generalkonsul (BesGr. A15, A16, B3 oder B6).

## Wortherkunft und Geschichte
Das Wort stammt von Legation (Gesandtschaft).
Legationsräte gab es in Deutschland schon im preußischen auswärtigen Dienst. Die Amtsbezeichnung wurde dann im Deutschen Reich für den auswärtigen Dienst weitergeführt. Es wurde unterschieden in die Legationssekretäre, Legationsräte und Vortragende Legationsräte. Der Zusatz Vortragender bezeichnete die Stufe, ab der der Legationsrat das Recht hatte, beim König bzw. Kaiser persönlich vorzusprechen.

## Verwendung
In der Zentrale des Auswärtigen Amtes arbeitet der Legationsrat in der Regel als Referent in einem Referat, Vortragende Legationsräte erfüllen die Funktion des Stellvertretenden Referatsleiters, Vortragende Legationsräte Erster Klasse werden in der Zentrale als Referatsleiter, gelegentlich als Unterabteilungsleiter (Beauftragte) eingesetzt.
Wird der Beamte vom Inland ins Ausland versetzt, so trägt er dort zusätzlich den für sein Amt international üblichen Titel (Botschaftssekretär, Botschaftsrat, Gesandter); seine Amtsbezeichnung im Innenverhältnis ändert sich jedoch nicht in allen Fällen.
| Amtsbezeichnung                         | Titel im Ausland (nicht: Amtsbezeichnung)                                                                    | Besoldungsgruppe |
| --------------------------------------- | --- | ---------------- |
| Legationsrat                            | Zweiter Sekretär (Second Secretary, französisch Deuxième Secrétaire, spanisch Segundo Secretario)            | A 13             |
| Legationsrat Erster Klasse              | Erster Sekretär (First Secretary)                                                                            | A 14             |
| Vortragender Legationsrat               | Botschaftsrat (auch Amtsbezeichnung, Councilor, Conseiller/Conseillère)                                      | A 15             |
| Vortragender Legationsrat Erster Klasse | Botschaftsrat Erster Klasse (auch Amtsbezeichnung, First Councilor, Premier Conseiller/Première Conseillère) | A 16/B 3         |